# Lilla Grästjärnet
Lilla Grästjärnet är en sjö i Bengtsfors kommun i Dalsland och ingår i Göta älvs huvudavrinningsområde.